# Ariane 4
Ariane 4 è un lanciatore sviluppato dall'Centre national d'études spatiales, su approvazione dell'Agenzia Spaziale Europea (ESA), realizzato dalla ArianeGroup, commercializzato dalla Arianespace e facente parte della famiglia di lanciatori Ariane.

## Storia
Lo sviluppo del lanciatore iniziò nel 1983 e il primo lancio effettuato con successo si ebbe il giugno 1988.
Il sistema è diventato, nel periodo di servizio, il lanciatore standard per i satelliti Europei per i lanci commerciali, arrivando a coprire il tra il 50% ed il 60% dei lanci di satelliti commerciali a livello mondiale.
Il lanciatore ha effettuato, nelle sue varie configurazioni, 116 lanci con solo 3 guasti, ottenendo, quindi, una percentuale di successo del 97.4%.
L'ultimo lancio si è svolto il 15 febbraio 2003 quando mise in orbita il satellite Intelsat 907 in orbita geostazionaria.
Ariane 4 è stato dismesso in favore del lanciatore pesante Ariane 5.

## Caratteristiche
Ariane 4 passava dai 2580 kg di carico utile dell'Ariane 3 ad un carico utile massimo di 4800 kg per l'orbita geostazionaria. Il record per l'Ariane 4 GTO è stato di 4946 kg.
Ariane 4 AR 40 era la versione base del lanciatore, dotata di tre stadi, alta 58.4 metri, con un diametro di 3.8 metri, una massa di 245 tonnellate e un carico massimo di 2100 kg nell'orbita geostazionaria o di 5000 kg nell'orbita LEO. I motori principali, quelli cioè nel primo stadio, erano quattro Viking 5 che producevano 667 kN di spinta. Il secondo stadio era dotato di un singolo Viking e il terzo stadio di un motore HM7 (ossigeno e idrogeno liquido).

### Varianti
Il razzo venne utilizzato con molte varianti, con due o quattro motori addizionali, booster, a combustibile solido o liquido.
In particolare i booster a propellente liquido furono una novità assoluta in occidente essendo l'unico precedente verificatosi con il Programma Spaziale Cinese.
Il lanciatore includeva un sistema di gestione dei satelliti da lanciare chiamato Spelda (Structure Porteuse Externe pour Lancements Doubles Ariane) per poter lanciare uno o più satelliti contemporaneamente.
La variante AR 44L con quattro razzi addizionali liquidi a sgancio era un lanciatore a 4 stadi pesante 470 tonnellate e in grado di trasportare 4730 kg in orbita geostazionaria o 7600 kg in orbita LEO.

## Lanci

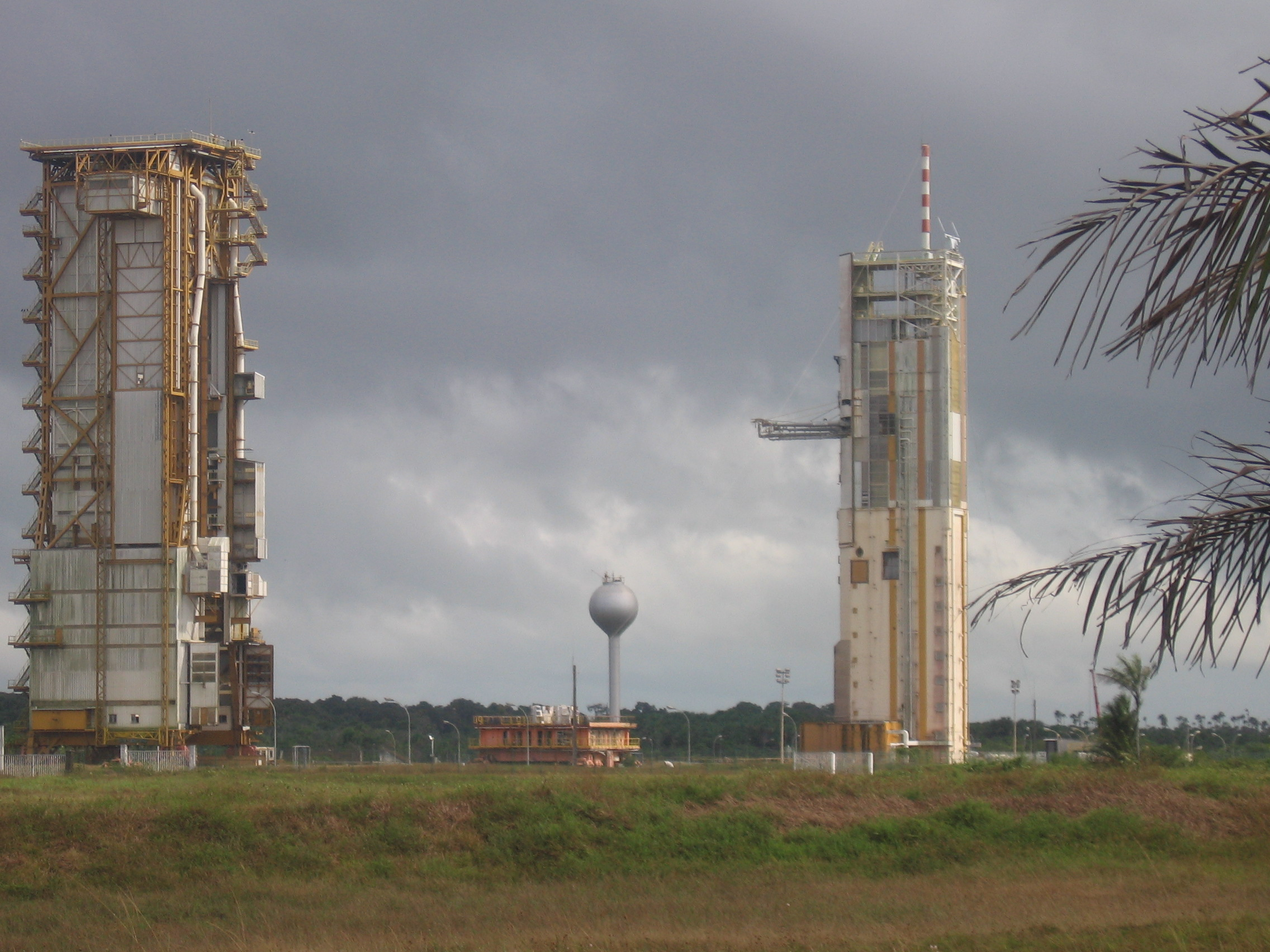
Sito di Lancio CSG nella Guyana Francese

Nel periodo di servizio con i suoi 116 lanci,  l'Ariane4 fu uno dei più importanti lanciatori a livello europeo e mondiale per i lanci di satelliti commerciali.
| Modello | Lanci | Successi | Data fallimento  |
| ------- | ----- | -------- | ---------------- |
| AR 40   | 7     | 7        | -                |
| AR 42L  | 13    | 13       | -                |
| AR 42P  | 15    | 14       | 1º dicembre 1994 |
| AR 44L  | 40    | 39       | 22 febbraio 1990 |
| AR 44LP | 26    | 25       | 24 gennaio 1994  |
| AR 44P  | 15    | 15       | -                |

## Note

Primo lancio di un Ariane 4